# Gazeta Literacka
Gazeta Literacka – w latach 1926–1927 dwutygodnik, a w latach 1931–1934 miesięcznik literacki wydawany i redagowany w Krakowie przez Jerzego Brauna.
Pismo zajmowało się literaturą, teatrem, historią. W latach 1926–1927 wychodziło jako dwutygodnik związany z grupą Litart. Miało charakter postępowo-humanistyczny, nawiązując do tradycji romantycznej i Stanisława Wyspiańskiego. Z pismem współpracowali m.in. Adam Polewka, Jerzy Stempowski, Leon Kruczkowski, Roman Kołoniecki, Mieczysław Jastrun, Józef Wittlin i Kazimierz Czachowski.
W latach 1931–1934 ukazywało się jako miesięcznik krakowskiego oddziału Związku Zawodowego Literatów Polskich o założeniach regionalistycznych. W piśmie poruszano też kwestię żydowską oraz wątki antymilitarystyczne. Zgodnie z informacją redakcyjną z października 1933 (rocznik 5, nr 1) pismo występowało „przeciw liberalizmowi ekipy rządowej sanacji” oraz „destrukcyjnemu kosmopolityzmowi literatury polskiej zmonopolizowanej przez obóz Skamandra”. W tym okresie wśród publikujących w piśmie autorów znaleźli się Kazimierz Czachowski, Karol Ludwik Koniński, Gustaw Morcinek, Stanisław Ignacy Witkiewicz, Marian Czuchnowski, Ignacy Fik, Adam Polewka, Tadeusz Kudliński, Bolesław Miciński.
Z pismem współpracowali także Wojciech Natanson, Michał Rusinek, Józef Gałuszka, Jan Wiktor.
Gazeta Literacka przestała ukazywać się w połowie 1934, kiedy wydająca ją Grupa „X, Y” ogłosiła „łączność ideową” z warszawską Grupą „Zet”, również kierowaną przez Jerzego Brauna, której organem prasowym był dwutygodnik „Zet”. Nazwy organizacji nawiązują do liter oznaczających zasady absolutne w myśli Józefa Marii Hoëné-Wrońskiego.

## Redaktor odpowiedzialny
- Witold Zechenter (1926–1927)[1]
- Józef Aleksander Gałuszka (1931–1934)[1]